# Церква Святої Преподобної Параскеви Терновської (Мухавка)

Церква Святої Параскеви в Мухавці на топографічній мапі Королівства Галичини та Володимирії у 1779–1783 роках

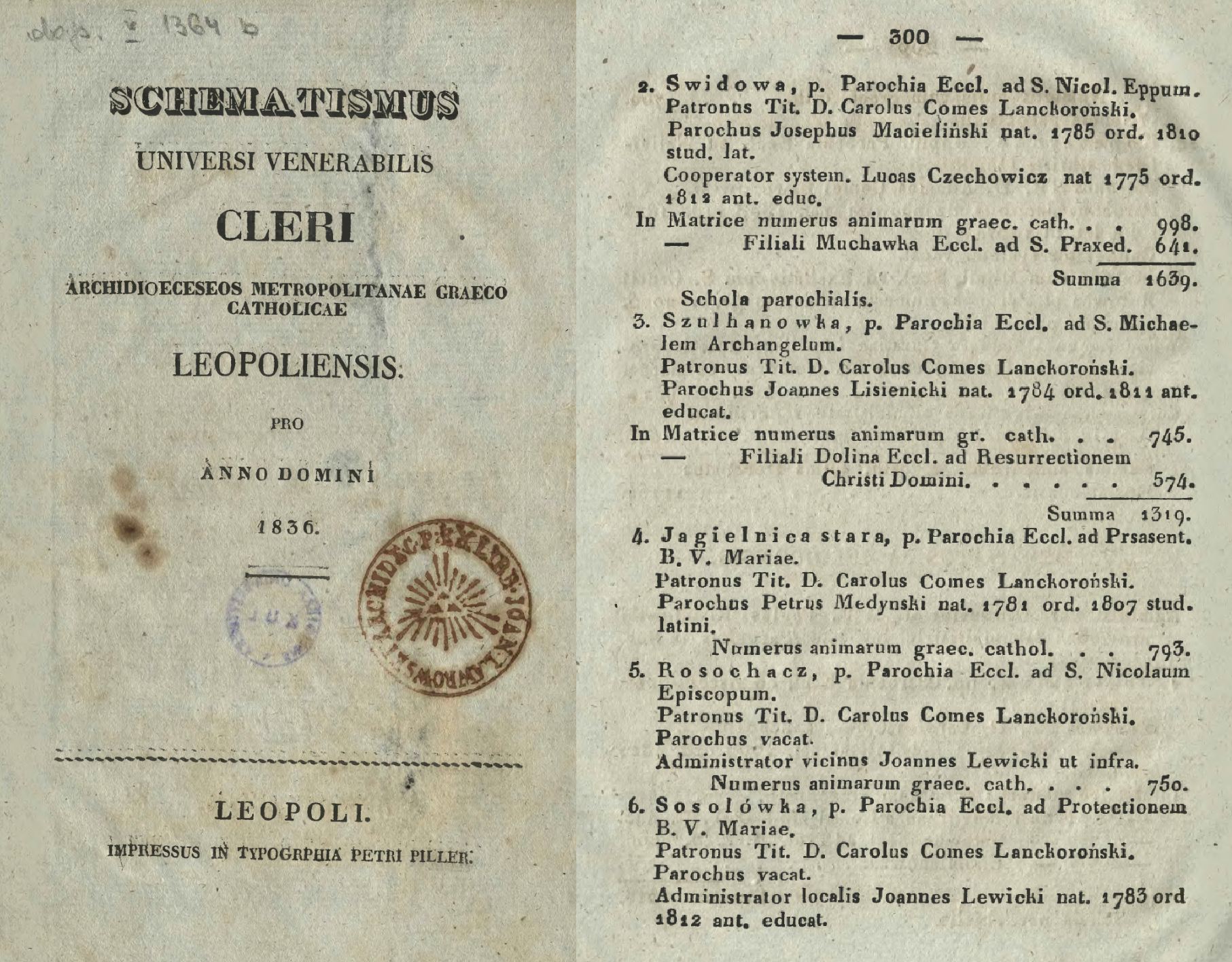
Schematismus Universi Venerabilis Cleri Archidioeceseos Metropolitanae Graeco Catholicae Leopoliensis pro Anno Domini 1836

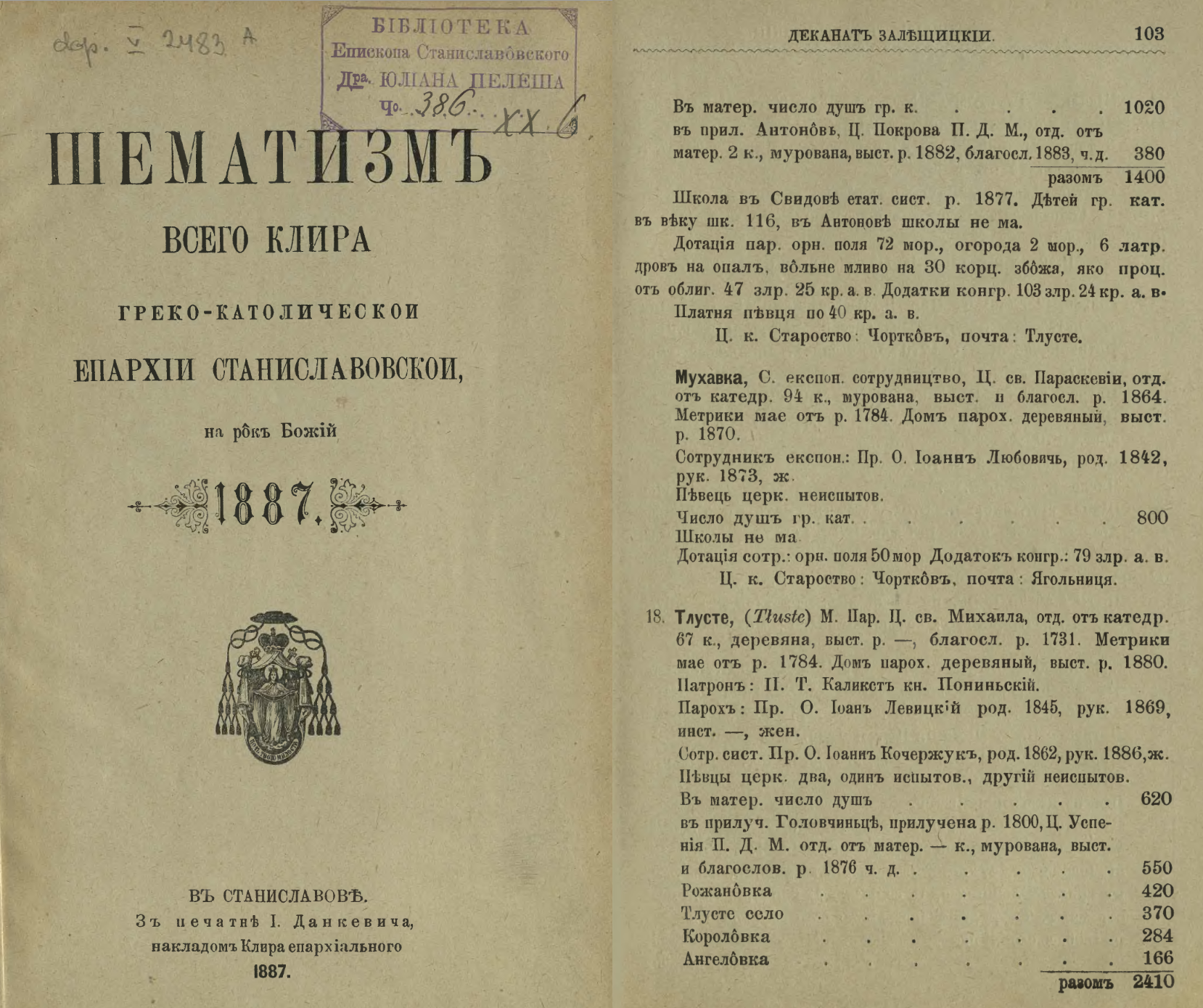
Šematizm Vsečestnogo Klira Episkopskoj Diecezii Greko-Katoličeskoj Stanislavovskoj na Rok' Božij 1887

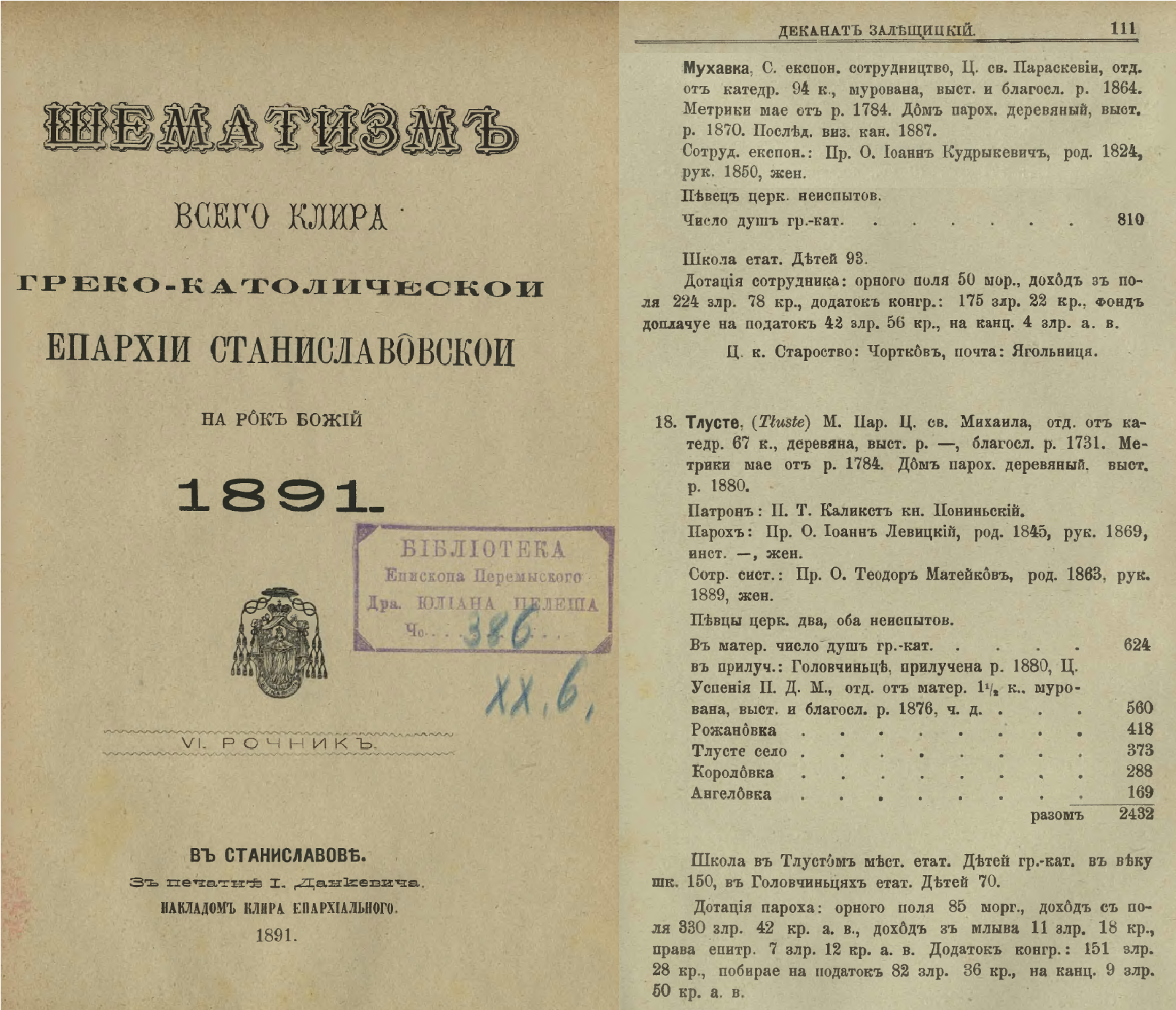
Šematizm Vsečestnogo Klira Episkopskoj Diecezii Greko-Katoličeskoj Stanislavovskoj na Rok' Božij 1891

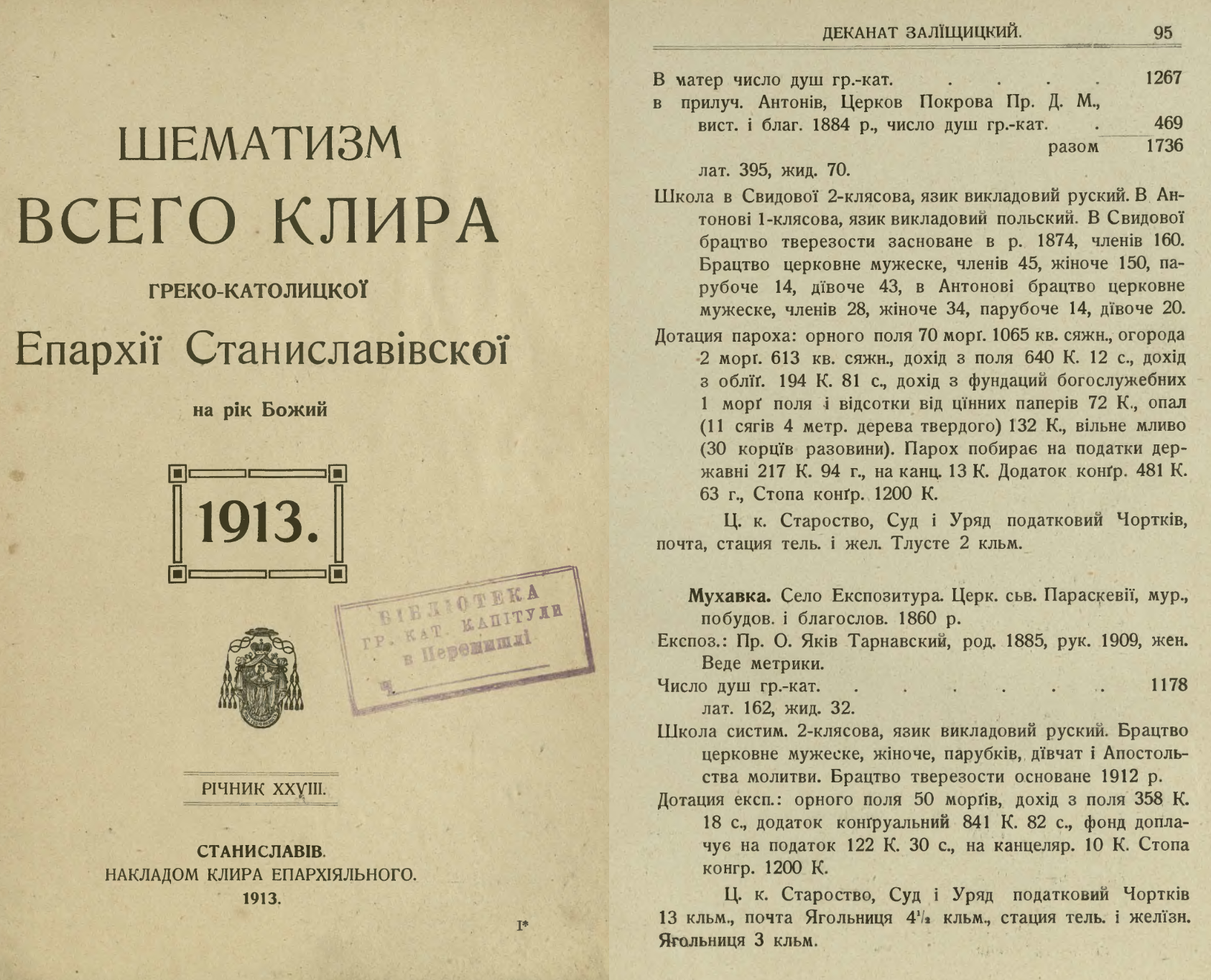
Šematizm Vsečestnogo Klira Episkopskoj Diecezii Greko-Katoličeskoj Stanislavovskoj na Rok' Božij 1913

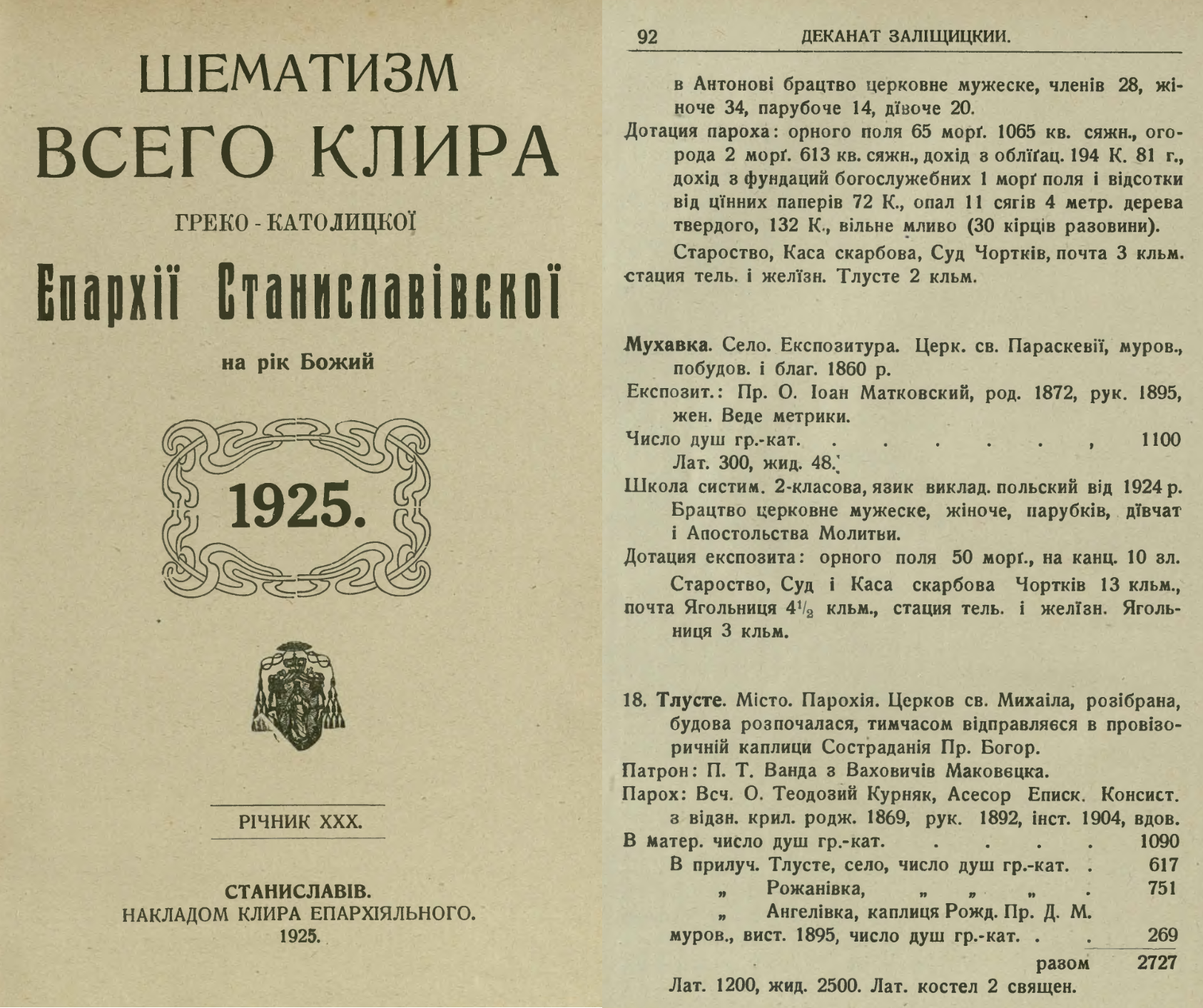
Šematizm Vsečestnogo Klira Episkopskoj Diecezii Greko-Katoličeskoj Stanislavovskoj na Rok' Božij 1925

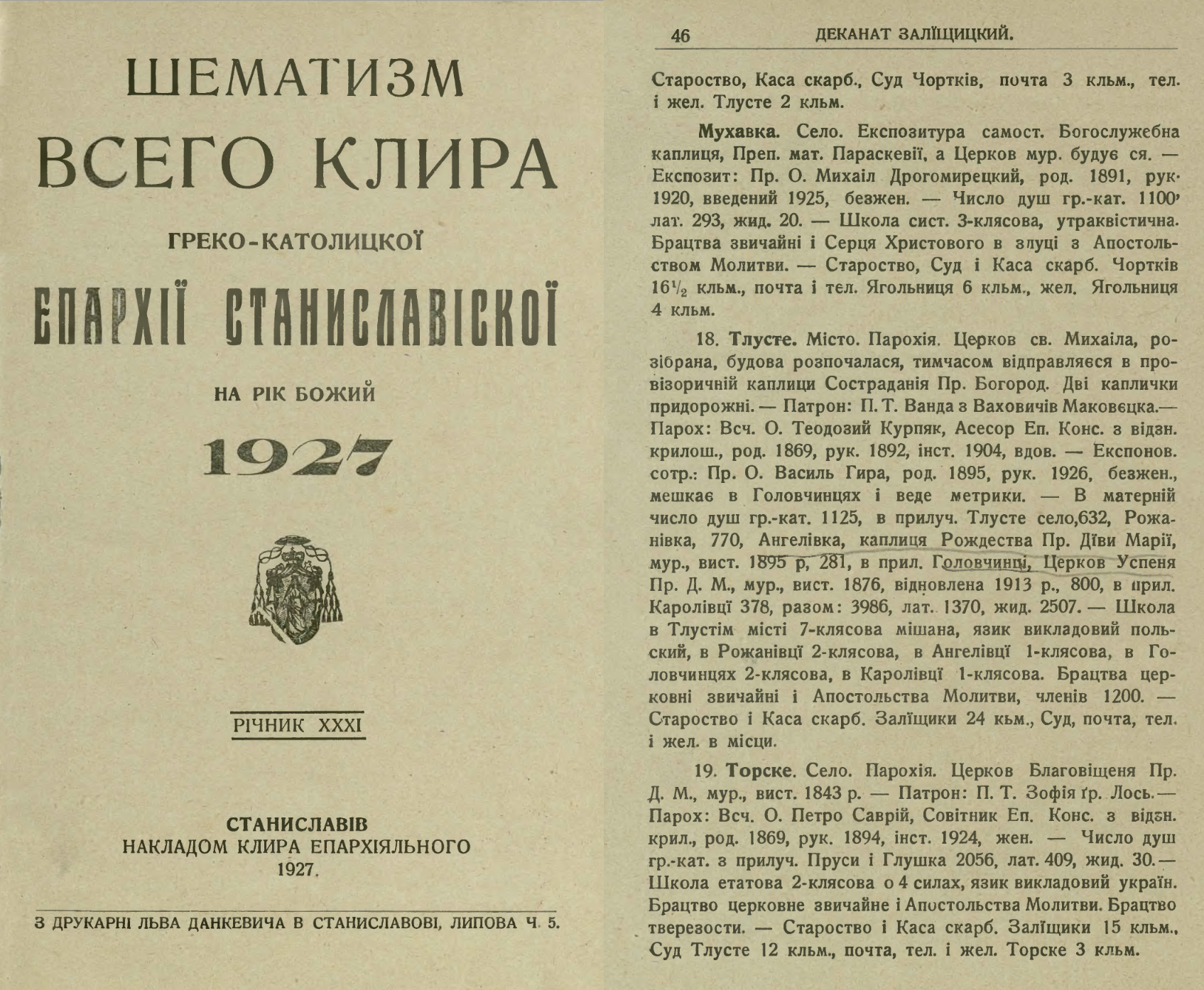
Šematizm Vsečestnogo Klira Episkopskoj Diecezii Greko-Katoličeskoj Stanislavovskoj na Rok' Božij 1927

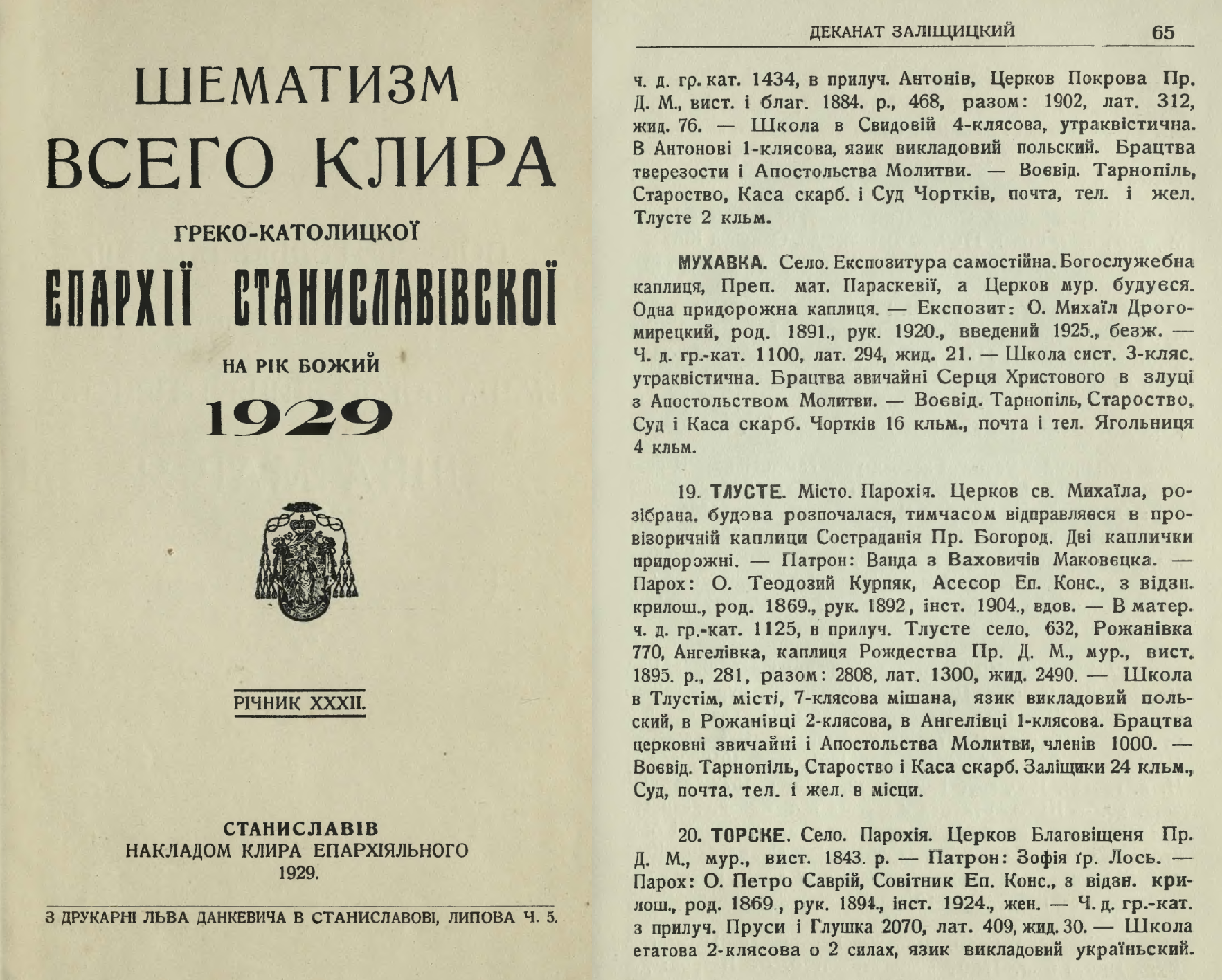
Šematizm Vsečestnogo Klira Episkopskoj Diecezii Greko-Katoličeskoj Stanislavovskoj na Rok' Božij 1929

Церква Святої Преподобної Параскеви Терновської в Мухавці — парафія і храм греко-католицької громади Улашківського деканату Бучацької єпархії Української греко-католицької церкви в селі Мухавка Чортківського району Тернопільської области.

## Історія
Вже на початку XVIII століття в селі Мухавка існувала дерев'яна церква Святої Параскеви. Про це свідчить топографічна карта Королівства Галичини та Володимирії 1779–1783 років. Перша письмова згадка про ведення окремої метрики при цій церкві датується 1784 роком у виданні УГКЦ «Шематизм Всечесного кліру Греко-Католицької єпархії Станіславівської 1887 року». У 1836 році церква отримала статус «Експозитура сотрудництво», а її материнська парафія знаходилась у Свидові.
У 1860 році було збудовано нову дерев'яну церкву, а в 1870-му — дерев'яний будинок для священника. Згідно з даними «Посл. виз. кан. р. 1887», у 1887 році церкву, ймовірно, відвідував єпископ. У 1912 році при парафії було засновано «Товариство тверезості».
Стара дерев'яна церква була зруйнована під час Першої світової війни. У 1926 році на її місці почалося будівництво нової кам'яної церкви. Цього ж року церква отримала статус «Експозитура самостійна», а поруч була збудована придорожня каплиця. Будівництво нової церкви призупинилося у 1939 році через початок Другої світової війни.
З 1946 по 1989 рік парафія належала до РПЦ, а в 1989-му відновлене будівництво кам'яної церкви завершили у 1990 році. Цього ж року була утворена парафія УГКЦ в селі Мухавка. 6 жовтня 1990 року єпископ Павло Василик освятив нову кам'яну церкву та стару дерев'яну, яка стала богослужбовою каплицею.
У 2002 році поряд з церквою збудували двоярусну кам'яну дзвіницю. У 2009 році Апостольський Адміністратор Бучацької єпархії о. Димитрій Григорак освятив розписи храму. З його благословення у 2012 році в приміщенні дерев'яної каплиці відкрили музей «Батьківська ікона». У 2013 році біля церкви спорудили та освятили каплички Ісуса Христа та Матері Божої.
При парафії діють такі спільноти:
- Братство «Апостольство молитви».
- Марійська дружина.
- Спільнота «Матері в молитві».

| Церква Святої Преподобної Параскеви Терновської (УГКЦ, дерев'яна, 1860 рік)                       | Церква Святої Преподобної Параскеви Терновської (УГКЦ, дерев'яна, 1860 рік) | Церква Святої Преподобної Параскеви Терновської (УГКЦ, дерев'яна, 1860 рік) |
|                                                                                                   | Церква Святої Преподобної Параскеви Терновської (УГКЦ, дерев'яна, 1860 рік) | Дерев'яна дзвіниця                                                          |
| Церква Святої Преподобної Параскеви Терновської (УГКЦ, дерев'яна, 1860 рік). / Дерев'яна дзвіниця |                                                                             |                                                                             |
| Церква Святої Преподобної Параскеви Терновської (УГКЦ, кам'яна, 1926 рік)                         | Церква Святої Преподобної Параскеви Терновської (УГКЦ, кам'яна, 1926 рік)   | Церква Святої Преподобної Параскеви Терновської (УГКЦ, кам'яна, 1926 рік)   |
| Церква Святої Преподобної Параскеви Терновської (УГКЦ, кам'яна, 1926 рік)                         | Церква Святої Преподобної Параскеви Терновської (УГКЦ, кам'яна, 1926 рік)   | Капличка Ісуса Христа                                                       |
| Церква Святої Преподобної Параскеви Терновської (УГКЦ, кам'яна, 1926 рік)                         |                                                                             |                                                                             |

## Парохи, кільскість парафіян
| Рік       | Кількість парафіян | Парохи                        | Парохи | Парохи | Джерело |
| Рік       | Кількість парафіян | Ім'я, Прізвище                | рік    | рік    | Джерело |
| Рік       | Кількість парафіян | Ім'я, Прізвище                | нар.   | висв.  | Джерело |
| --------- | ------------------ | ----------------------------- | ------ | ------ | ------- |
| 1836      | ▲641               | о. Лукаш Чехович              | 1774   | 1812   |         |
| 1839      | ▲642               | о. Лукаш Чехович              | 1774   | 1812   |         |
| 1840      | ▲695               | о. Лукаш Чехович              | 1774   | 1812   |         |
| 1842      | ▼678               | о. Лукаш Чехович              | 1774   | 1812   |         |
| 1843      | ▲690               | о. Лукаш Чехович              | 1774   | 1812   |         |
| 1844      | ▲730               | о. Лукаш Чехович              | 1774   | 1812   |         |
| 1845      | ▼632               | о. Лукаш Чехович              | 1774   | 1812   |         |
| 1848      | ▲706               | о. Лукаш Чехович              | 1774   | 1812   |         |
| 1850      | ▼690               | о. Ігнатій Нападевич          | 1814   | 1848   |         |
| 1851      | ▲705               | о. Теодор Мацелінський        | 1826   | 1850   |         |
| 1855      | ▼632               | о. Теодор Мацелінський        | 1826   | 1850   |         |
| 1856      | ▼631               | о. Теодор Мацелінський        | 1826   | 1850   |         |
| 1857      | ▬631               | о. Теодор Мацелінський        | 1826   | 1850   |         |
| 1858      | ▬631               | о. Теодор Мацелінський        | 1826   | 1850   |         |
| 1859      | ▲633               | о. Теодор Мацелінський        | 1826   | 1850   |         |
| 1860      | ▲645               | о. Теодор Мацелінський        | 1826   | 1850   |         |
| 1861      | ▼621               | о. Теодор Мацелінський        | 1826   | 1850   |         |
| 1862      | ▲633               | о. Теодор Мацелінський        | 1826   | 1850   |         |
| 1863      | ▲648               | о. Теодор Мацелінський        | 1826   | 1850   |         |
| 1864      | ▼635               | о. Євгеній Соболевський       | 1836   | 1860   |         |
| 1865      | ▲640               | о. Євгеній Соболевський       | 1836   | 1860   |         |
| 1866      | ▲644               | о. Євгеній Соболевський       | 1836   | 1860   |         |
| 1867      | ▼638               | о. Євгеній Соболевський       | 1836   | 1860   |         |
| 1868      | ▲680               | о. Євгеній Соболевський       | 1836   | 1860   |         |
| 1871      | ▲690               | о. Ісидор Лукасевич           | 1841   | 1867   |         |
| 1872      | ▲708               | о. Ісидор Лукасевич           | 1841   | 1867   |         |
| 1874      | ▼702               | о. Ісидор Лукасевич           | 1841   | 1867   |         |
| 1875      | ▲709               | о. Ісидор Лукасевич           | 1841   | 1867   |         |
| 1876      | ▼704               | о. Ісидор Лукасевич           | 1841   | 1867   |         |
| 1877      | ▲706               | о. Ісидор Лукасевич           | 1841   | 1867   |         |
| 1878      | ▼697               | о. Ісидор Лукасевич           | 1841   | 1867   |         |
| 1879      | ▼678               | о. Ісидор Лукасевич           | 1841   | 1867   |         |
| 1880      | ▬678               | о. Ісидор Лукасевич           | 1841   | 1867   |         |
| 1881      | ▲778               | о. Іоан Любович               | 1842   | 1873   |         |
| 1882      | ▼680               | о. Іоан Любович               | 1842   | 1873   |         |
| 1883      | ▬680               | о. Іоан Любович               | 1842   | 1873   |         |
| 1886      | ▲800               | о. Іоан Любович               | 1842   | 1873   |         |
| 1887      | ▬800               | о. Іоан Любович               | 1842   | 1873   |         |
| 1888      | ▲810               | о. Іоан Любович               | 1842   | 1873   |         |
| 1890      | ▼800               | о. Іоан Кудрикевич            | 1824   | 1850   |         |
| 1891      | ▲810               | о. Іоан Кудрикевич            | 1824   | 1850   |         |
| 1892      | ▲924               | о. Іоан Кудрикевич            | 1824   | 1850   |         |
| 1894      | ▼924               | о. Дмитро Хомин               | 1859   | 1885   |         |
| 1895      | ▲958               | о. Дмитро Хомин               | 1859   | 1885   |         |
| 1896      | ▲972               | о. Дмитро Хомин               | 1859   | 1885   |         |
| 1897      | ▲983               | о. Дмитро Хомин               | 1859   | 1885   |         |
| 1898      | ▲995               | о. Дмитро Хомин               | 1859   | 1885   |         |
| 1899      | ▲1010              | о. Порфирій Гордієвський      | 1860   | 1889   |         |
| 1900      | ▼990               | о. Порфирій Гордієвський      | 1860   | 1889   |         |
| 1901      | ▲1009              | о. Порфирій Гордієвський      | 1860   | 1889   |         |
| 1902      | ▼1029              | о. Порфирій Гордієвський      | 1860   | 1889   |         |
| 1903      | ▲1030              | о. Порфирій Гордієвський      | 1860   | 1889   |         |
| 1904      | ▲1055              | о. Порфирій Гордієвський      | 1860   | 1889   |         |
| 1905      | ▼1050              | о. Порфирій Гордієвський      | 1860   | 1889   |         |
| 1906      | ▼1039              | о. Автоном Левицький          | 1860   | 1886   |         |
| 1907      | ▲1044              | о. Автоном Левицький          | 1860   | 1886   |         |
| 1909      | ▲1090              | о. Автоном Левицький          | 1860   | 1886   |         |
| 1910      | ▲1100              | о. Автоном Левицький          | 1860   | 1886   |         |
| 1911      | ▲1110              | о. Автоном Левицький          | 1860   | 1886   |         |
| 1912      | ▲1156              | о. Яків Тарнавський           | 1885   | 1909   |         |
| 1913      | ▲1178              | о. Яків Тарнавський           | 1885   | 1909   |         |
| 1914      | ▲1190              | о. Яків Тарнавський           | 1885   | 1909   |         |
| 1925      | ▼1100              | о. Іоан Матковський           | 1872   | 1895   |         |
| 1927      | ▬1100              | о. Михайло Драгомирецький     | 1891   | 1920   |         |
| 1929      | ▬1100              | о. Михайло Драгомирецький     | 1891   | 1920   |         |
| 1930      | ▼954               | о. Михайло Драгомирецький     | 1891   | 1920   |         |
| 1931      | ▲957               | о. Михайло Драгомирецький     | 1891   | 1920   |         |
| 1935      | ▲993               | о. Михайло Драгомирецький     | 1891   | 1920   |         |
| 1938      | ▲1005              | о. Михайло Драгомирецький     | 1891   | 1920   |         |
| 1939      | ▲1020              | о. Михайло Драгомирецький     | 1891   | 1920   |         |
| 1940-1943 |                    | о. Михайло Драгомирецький     | 1891   | 1920   |         |
| 1943-1944 |                    | о. Антон Могильницький        |        |        |         |
| 1945-1946 |                    | о. Михайло Когут              |        |        |         |
| 1946-1948 |                    | о. Михайло Соболевський (РПЦ) |        |        |         |
| 1949      | ▼648               | о. Михайло Соболевський (РПЦ) |        |        |         |
| 1950-1960 |                    | о. Михайло Соболевський (РПЦ) |        |        |         |
| 1988-1989 |                    | о. Євстахій Гасяк (РПЦ)       |        |        |         |
| 1989      |                    | о. Максим Івахів (РПЦ)        |        |        |         |
| 1990      |                    | о. Іван Сеньків               |        |        |         |
| 1990-1992 |                    | о. Володимир Петрів           |        |        |         |
| 1992      |                    | о. Роман Шлапак               |        |        |         |
| 1993      | ▲678               | о. Роман Шлапак               |        |        |         |
| 1994-2001 |                    | о. Роман Шлапак               |        |        |         |
| 2001      | ▲706               | о. Василь Стасів              |        |        |         |
| 2002-2007 |                    | о. Василь Стасів              |        |        |         |
| 2007-2013 |                    | о. Дмитро Ненчин              |        |        |         |
| 2014      | ▼620               | о. Дмитро Ненчин              |        |        |         |
| 2015-2017 |                    | о. Дмитро Ненчин              |        |        |         |
| 2018      | ▲628               | о. Дмитро Ненчин              |        |        |         |
| 2007-2021 |                    | о. Дмитро Ненчин              |        |        |         |
| 2021      | ▼615               | о. Іван Микитюк               |        |        |         |
| від 2021  |                    | о. Любомир Павлик             |        |        |         |